# Operação Madago Raya
A Operação Madago Raya (em indonésio: Operasi Madago Raya), anteriormente conhecida como Operação Tinombala, é uma operação policial-militar conjunta conduzida pela Polícia Nacional da Indonésia e pelas Forças Armadas da Indonésia para capturar e/ou eliminar membros do Mujahidin Indonesia Timur (MIT), um grupo terrorista indonésio que apoia o Estado Islâmico e era comandado por Santoso. Em 2016, as forças armadas e a polícia indonésia conseguiram matar Santoso, mas o então chefe da Polícia Nacional, Tito Karnavian, continuou a operação para garantir a segurança da região contra os membros restantes do grupo. O governador de Celebes Central, Longki Djanggola, elogiou a operação por seus métodos relativamente humanos, já que vários líderes do grupo foram capturados vivos com sucesso. No entanto, apenas 19 militantes foram capturados vivos, enquanto mais de 40 foram mortos.
A operação foi prorrogada até dezembro de 2022, e está atualmente em fase de descontinuação. A partir de janeiro de 2023, o objetivo da operação passou a ser restaurar a ordem civil e reabilitar a sociedade dos danos causados pelo grupo e sua operação.
Assim como em julho de 2025, a operação continuou sendo conduzida, mas em nível preventivo.

## Nota
1. ↑  45 eram membros do MIT, 6 eram membros do Partido Islâmico do Turquestão e os restantes vinham de outras partes da Indonésia.[1]